# Браха Пелі
Броня Куценок, пізніше Браха Пелі (івр. ברכה פֶּלִאי)  (20 грудня 1892 , Старовичі, Київська губернія  — 22 лютого 1986 , Гіватаїм, Тель-Авівський округ ) — ізраїльська енциклопедистка та видавниця українського походження. Засновниця й власниця ізраїльського видавництва «Масада» (івр. מסדה). Ініціаторка публікації Encyclopaedia Hebraica та щорічного Тижня івритської книги в Ізраїлі.

## Життєпис
Народилася 1892 році в невеликому українському селі Старовицькому, в родині євреїв-хасидів, старшою з семи дітей. Її батько, Шмуель Куценок, був багатим лісоторговцем, який постачав деревину для артилерійських возів для армії Російської імперії. Її мати, Сара, керувала сільським універсальним магазином. Браха здобула освіту, слухаючи уроки своїх братів. Рано вона опанувала їдиш, російську мову та іврит. У 1905 році, коли вона збиралася навчатися в київській гімназії, спалахнули єврейські погроми, що зруйнувало її плани. Вона чекала два роки, щоб отримати загальну середню освіту та вивчати економіку.
У 1914 році, після того як її мати померла від туберкульозу, Браха познайомилася з молодим учителем-сіоністом Меїром Піліповецьким, з яким одружилася проти волі своєї родини. Після народження сина Олександра вона відкрила єврейську середню школу, до якої вже у перший рік було залучено 400 учнів.

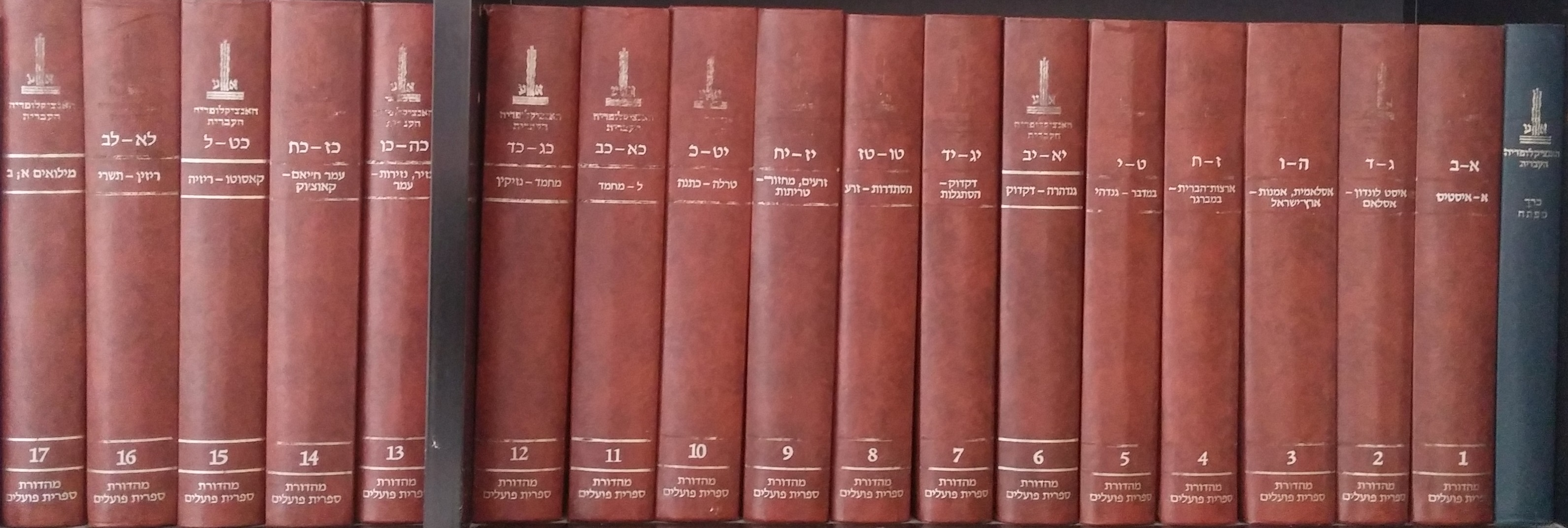
Енциклопедія Hebraica

У липні 1921 року Пелі з чоловіком виїхали з радянської Росії до Палестини, оселившись у Тель-Авіві. У 1926 році Пелі відкрила кіоск у Тель-Авіві для продажу недорогих книг, що згодом привело до урочистого відкриття щорічної події. Сьогодні Тиждень івритської книги є загальнодержавною 10-денною подією. Проєкт Encyclopaedia Hebraica розпочався з використанням видавництва Брахи Пелі в 1946 році під керівництвом її сина Олександра. Останній том вийшов у 1996 році.
Браха Пелі померла в 1986 році на 95-му році життя.